# Rudolf Schenda
Rudolf Schenda (* 13. Oktober 1930 in Essen; † 14. Oktober 2000 in Jona in der Schweiz) war ein Volkskundler, Literaturwissenschaftler und Erzählforscher.

## Leben
Der Sohn des Malermeisters Rudolf Schenda (* 1897 in Gelsenkirchen, † 1966 in Nördlingen) studierte in Amherst (Mass.), München sowie in Paris Romanistik und Anglistik, unterbrach sein Studium aber mehrfach für Studienaufenthalte in Italien und Frankreich. Seine Dissertation reichte Schenda in München 1959 zur französischen Prodigienliteratur in der zweiten Hälfte des 16. Jahrhunderts ein. 1960–1962 war er Lektor in Palermo, 1962 wurde er Assistent von Hermann Bausinger in Tübingen, wo er sich 1969 mit Volk ohne Buch habilitierte. Von 1973 bis 1979 war er Professor und Direktor des Seminars für Volkskunde an der Universität Göttingen, danach bis zur Emeritierung 1995 Lehrstuhlinhaber für Europäische Volksliteratur an der Universität Zürich. Seit 1958 war er mit der Künstlerin Susanne Schenda verheiratet.
Schenda machte sich als sozialhistorisch orientierter Erzählforscher einen Namen. Seine 1970 erschienene Habilitationsschrift Volk ohne Buch gilt als Klassiker der Literatur- und Lesersoziologie. Seine Quellenkenntnis insbesondere der Literaturen der Romania wurde allgemein bewundert. Außer mit den populären Lesestoffen Europas befasste er sich unter anderem mit der Volksmedizin und der Sozialgerontologie.
Unter seiner Leitung entstand außerdem – als sein letztes großes Werk (2000) – die erste vollständige deutsche Übersetzung der neapolitanischen Märchensammlung Lo cunto de li cunti von Giambattista Basile (bekannt auch unter dem Titel Il Pentamerone), des ältesten europäischen Märchenbuchs (1634/36).
Schenda war Mitherausgeber der Enzyklopädie des Märchens und der Zeitschriften Fabula, Curare und Internationales Archiv für Sozialgeschichte der deutschen Literatur.
Der Titel der ihm 1995 gewidmeten Festschrift Hören, Sagen, Lesen, Lernen spielt auf Schendas Interessen an der Geschichte der kommunikativen Kultur an.

## Schriften
- Die französische Prodigienliteratur in der zweiten Hälfte des 16. Jahrhunderts, München 1961 (= Münchner Romanistische Arbeiten, 16)
- Volk ohne Buch. Studien zur Sozialgeschichte der populären Lesestoffe 1770–1910, Klostermann, Frankfurt am Main 1970, ISBN 3-465-01836-2 (= Studien zur Philosophie und Literatur des 19. Jahrhunderts. Band, 5, zugleich Habilitationsschrift Universität Tübingen 1970).
- Die Lesestoffe der Kleinen Leute. Studien zur populären Literatur im 19. und 20. Jahrhundert. München 1976 (= Beck’sche Schwarze Reihe. Band 146), ISBN 3-406-04946-X.
- Folklore e letteratura popolare: Italia – Germania – Francia, Roma 1986 (= Bibliotheca Biographica)
- Sagenerzähler und Sagensammler der Schweiz. Studien zur Produktion volkstümlicher Geschichte und Geschichten vom 16. bis zum frühen 20. Jahrhundert. Herausgegeben von Rudolf Schenda unter Mitarbeit von Hans Ten Doornkaat. Bern/Stuttgart 1988, ISBN 3-258-03878-3.
- Der „gemeine Mann“ und sein medikales Verhalten im 16. und 17. Jahrhundert. In: Joachim Telle (Hrsg.): Pharmazie und der gemeine Mann. Hausarznei und Apotheke in deutschen Schriften der frühen Neuzeit (Ausstellung der Herzog-August-Bibliothek Wolfenbüttel in der Halle des Zeughauses vom 23. August 1982 bis März 1983) (= Ausstellungskataloge der Herzog-August-Bibliothek. Band 36). Wolfenbüttel 1982; 2. Auflage Weinheim an der Bergstraße 1988, S. 9–20.
- Von Mund zu Ohr. Bausteine zu einer Kulturgeschichte volkstümlichen Erzählens in Europa. Göttingen 1993, ISBN 3-525-01354-X.
- Das ABC der Tiere. Märchen, Mythen und Geschichten. Beck, München 1995, ISBN 3-406-39889-8.
- Gut bei Leibe. Hundert wahre Geschichten vom menschlichen Körper. Beck, München 1998, ISBN 3-406-44110-6.
- als Herausgeber: Giambattista Basile: Das Märchen der Märchen. Das Pentamerone.  Nach dem neapolitanischen Text von 1634/36 vollständig neu übersetzt und erläutert von Hanno Helbling, Alfred Messerli, Johann Pögl, Dieter Richter, Luisa Rubini, Rudolf Schenda und Doris Senn. Beck, München 2000, ISBN 978-3-406-68629-0. (2. Aufl. 2015)